# 畠山喜三郎
山喜三郎（日语：／ Hatakeyama Kisaburō；1897年—？），為台灣日治時期的在台日本人，曾先後任職臺灣總督府總督官房會計課、臺灣總督府總督官房營繕課技手等，參與過台灣多項建築工程。

## 生平
- 1897年：出生於日本岩手縣
- 1916年：自岩手縣立工業學校建築科畢業
- 1920年：任台灣總督府土木局營繕課技手
- 1936年：任臺中州建築技師
- 1942年：任臺灣總督府專賣局技師

## 參與工事
- 基隆醫院廳舍
- 石津婦產科醫院（後為張婦產科）
- 私立台北女子高等學院講堂
- 株式會社彰化銀行本店

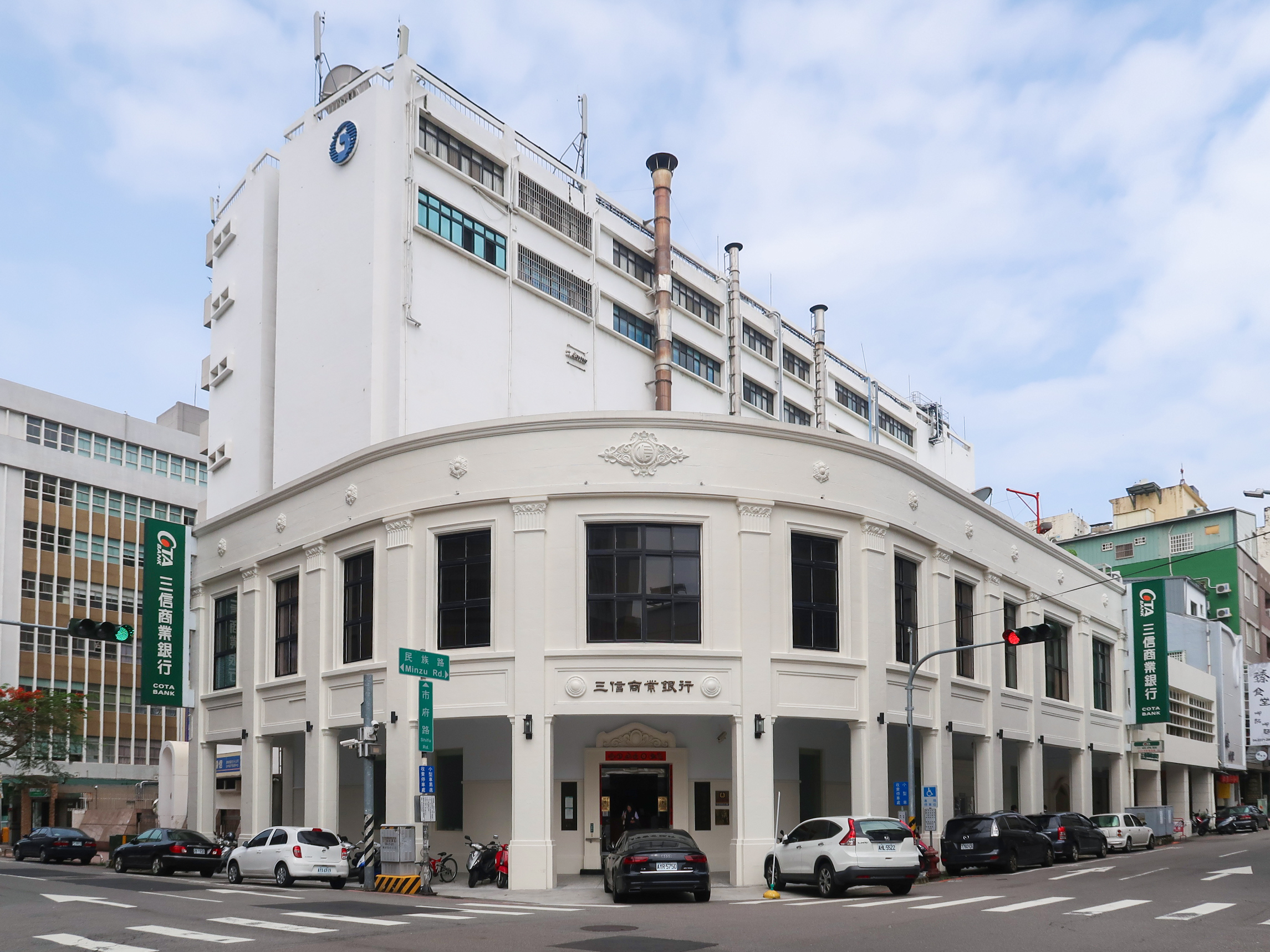
台中信用組合
彰化銀行本店
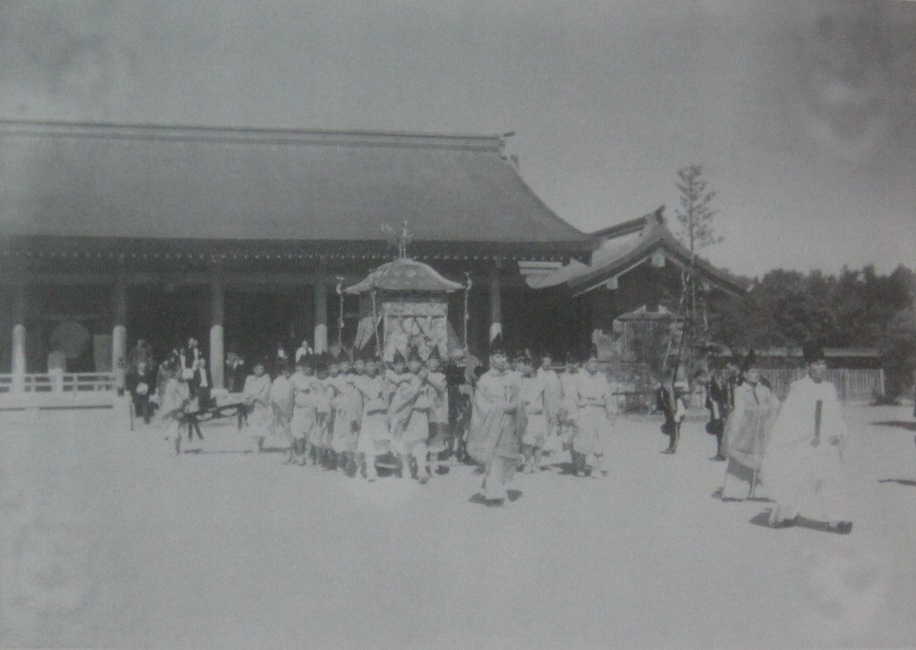
第二代臺中神社
- 大和村
- 善導寺本堂

- 臺中信用組合
- 彰化銀行本店
- 第二代台中神社